# بانک الاهلی کویت
بانک الاهلی کویت (انگلیسی: Al Ahli Bank of Kuwait) شرکت خدمات مالی و بانکداری کویتی است، که در سال ۱۹۶۷ تأسیس شد.